# 泰勒·斯隆

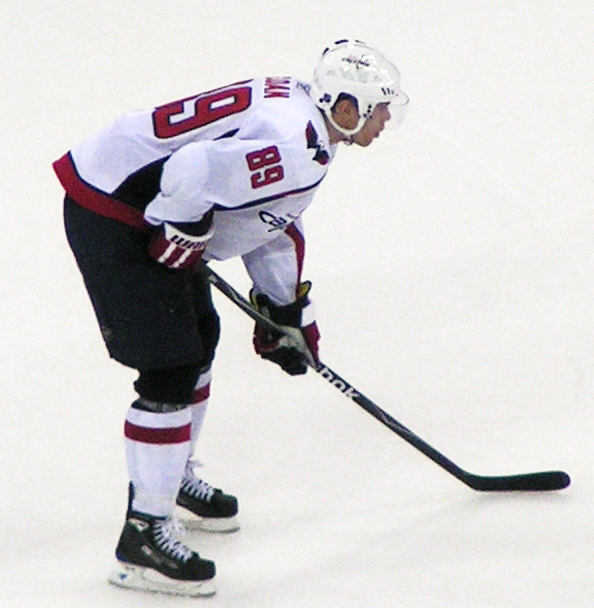
泰勒·斯隆

泰勒·斯隆（Tyler Sloan）是國家曲棍球聯盟中華盛頓首都隊的加拿大籍專業守備員。斯隆是一位沒有被選拔上的的球員，他在NHL華盛頓首都隊初登板前，在他的家鄉首都卡爾加里的小聯盟待了七年。

## 運動生涯
斯隆為亞伯達省的卡爾加里皇家和西部曲棍球聯盟的坎盧普斯聯盟，打初級曲棍球。雖然季前賽，他簽署了哥倫布藍衣隊和分配到Syracuse Crunch的美國曲棍球聯盟結束時的2001-02賽季。